# Letni Puchar Świata w narciarstwie alpejskim 2014
Sezon 2014 Letniego Pucharu Świata w narciarstwie alpejskim rozpoczął się 7 czerwca 2014 we włoskim Ravascletto. Ostatnie zawody z tego cyklu zostały rozegrane w dniach 5–7 września 2014 w czeskim Predklasteri.

## Letni Puchar Świata w narciarstwie alpejskim kobiet
Kobiety rywalizowały w następujących konkurencjach:
- slalom
- gigant
- supergigant
- superkombinacja

## Letni Puchar Świata w narciarstwie alpejskim mężczyzn
Mężczyźni rywalizowali w następujących konkurencjach:
- slalom
- gigant
- supergigant
- superkombinacja